# Симонов, Лев Алексеевич
Лев Алексеевич Симонов (1911 — 23.06.1989, Москва) — учёный в области аэрогидродинамики, д.т. н., один из руководителей научных исследований ЦАГИ, первый декан (с 1955 г.) аэромеханического факультета (аэромеха) МФТИ и первый декан выделившегося из аэромеха ФАЛТа МФТИ (с 1965 г.).

## Биография
Родился в 1911 году в Российской империи, в 1932 г. окончил Ленинградский политехнический институт, по ряду специальностей учебно-научной базой которого являлся Ленинградский физико-технический институт ЛФТИ, преимущественно научное, а не учебное учреждение (видимо, поэтому в некоторых биографиях Л. А. Симонова указано, что он окончил ЛФТИ). После этого трудился на Ленинградском металлическом, а позже — на Кировском заводах. В этот период он предложил теорию турбин различного вида, получившую применение при создании турбин для ряда советских гидростанций. Уже в эти годы научно-техническую деятельность он сочетал с преподавательской.
В 1942 г. приглашается в ЦАГИ, где предложил новое направление научных исследований — аэродинамики силовых установок. Ему же поручили принять участие в организации исследований в данном направлении и стать одним из его руководителей. Под его руководством создана мощная опытная база по данному направлению: турбинные и компрессорные стенды, установки для испытания сопел, воздухозаборников, камер сгорания и двигателей в целом.
Из под пера Л. А. Симонова вышел ряд крупных трудов в области газовой динамики и лопаточных машин. Около 20 лет Л. А. Симонов являлся начальником НИО-1 и заместителем начальником ЦАГИ в целом.

## Преподавательская деятельность
Одной из обязанностей, которая лежала на Л. А. Симонове, как зам. начальника ЦАГИ, было участие в решении задачи подготовки умелых и знающих кадров для быстро расширяющегося фронта научно-технических исследований института.
Ещё в 1938 г. именно представители ЦАГИ М. А. Лаврентьев, Д. Ю. Панов, С. А. Христианович и Н. Е. Кочин, написали статью «Нужна высшая политехническая школа», которая была опубликована в газете «Правда» 4 декабря. В числе главных отличий предлагавшегося нового вида учебного заведения были не только существенно более высокие требования к способностям и усердию учащихся и к научному уровню их учителей, но и заметно более раннее приобщение студентов к живой научно-технической работе на научных базах, поскольку при привычных подходах к вузовскому обучению готовить по ряду новых направлений научные кадры достаточно высокого качества в приемлемые сроки не представлялось возможным.
Великая Отечественная война отложила осуществление этих разумных намёток, в чём-то очень напоминающих опыт воспитания А. С. Макаренко и народной педагогики обучения делом в целом, и в ещё большей степени воспроизводившего опыт научной базы для обучения в ЛФТИ 1920-х, но по завершении ВОВ и в условиях начавшейся холодной войны кадровый голод ощутили уже и разработчики в области радиофизики, радиолокации, физико-химии (так тогда обозначали исследования в целях создания ядерного оружия) и группа физиков во главе с П. Л. Капицей (бывшего в 1920-х заместителем А. Ф. Иоффе в ЛФТИ) также в полной мере ощутили кадровый голод и также вспомнили об опыте ЛФТИ и письме 1938 г. с предложением его воссоздания уже в новых условиях, после чего был создан ФТФ МГУ и затем преобразован в МФТИ.
Таким образом, сторонники возрождения подготовки научных сотрудников на основе опыта Ленинградского политеха и ЛФТИ 1920-х на ФАЛТе оказались как на самом факультете и его главной научной базы — ЦАГИ, удалённо расположившихся в г. Жуковском, так и в Долгопрудненской «метрополии» — «большом» МФТИ.

Вопросами создания факультета энергично занимался заместитель начальника ЦАГИ, начальник НИО-1, доктор технических наук, лауреат двух Государственных премий, лауреат премии им. Н. Е. Жуковского Лев Алексеевич Симонов, который и стал первым деканом ФАЛТ. В том, что именно Л. А. Симонова назначили деканом ФАЛТ, нет ничего удивительного, так как ещё в 1955 году он был назначен первым деканом аэромеханического факультета МФТИ. Он вместе с ректором Иваном Фёдоровичем Петровым заложили основы аэромеха, из которого через десять лет и родился ФАЛТ.

Кроме общего руководства факультетом Л. А. Симонов заведовал кафедрой «Газодинамики силовых установок», сам проводил учебные занятия по ряду её курсов.
Л. А. Симонов руководил ФАЛТ почти 12 лет и, по отзывам его преемников, весьма успешно. Они называют эти годы временем становления и развития ФАЛТ.
В 1979 г. Л. А. Симонов вышел на пенсию по состоянию здоровья.

## Из библиографии
- Симонов, Л. А. Расчёт обтекания крыловых профилей и построение профиля по данному распределению скоростей у его поверхности / Л. А. Симонов. — Москва : Бюро новой техники НКАП, 1945. — 17 с. : ил.; 30 см. — (Труды…/ Нар. ком. авиац. пром-сти. Центр. аэро-гидродинам. ин-т им. проф. Н. Е. Жуковского; № 576).
- Пространственное течение в прикомлевых элементах многопластного воздушного винта / В. А. Галаев, Л. А. Симонов. — М. : ЦАГИ, 1982. — 26 с. : ил.; 27 см. — (Тр. Центр. аэро-гидродинам. ин-та им. Н. Е. Жуковского. Вып. 2180; ;).
- Расчёт колеса типа Каплана по выбранному распределению вихрей / А. Ф. Лесохин и Л. А. Симонов; [Ленингр.] завод им. Сталина, Отдел информации. — Москва ; Ленинград : Оборонгиз, 1939 (Киев). — 24 с., 1 вкл. л. номогр. : черт.; 22 см.
- Прикладная газовая динамика / С. А. Христианович, В. Г. Гальперин, М. Д. Миллионщиков, Л. А. Симонов ; Под ред. С. А. Христиановича. — М. : [б. и.] — В 2-х частях
  - Ч. 1, 1948. 146 с. 22 см.
  - Ч. 2, 1949. 207 с. 22 см.

## Награды и признание
- Премия им. Н. Е. Жуковского
- Орден Ленина
- Орден Красной Звезды
- Государственная премия СССР (дважды)[4]